# Канаро
Канаро је насеље у Италији у округу Ровиго, региону Венето.
Према процени из 2011. у насељу је живело 1494 становника. Насеље се налази на надморској висини од 5 м.

## Становништво
| 1951. | 1961. | 1971. | 1981. | 1991. | 2001. | 2011. |
| ----- | ----- | ----- | ----- | ----- | ----- | ----- |
| 5.173 | 3.785 | 3.131 | 2.908 | 2.782 | 2.838 | 2.853 |